# Strandfirling
Strandfirling eller Strand-firling (Sagina maritima) er en enårig op til 11 cm. høj plante i nellikefamilien med små blomsterfra juni til september. I Danmark  forekommer  den spredt i  lav vegetation på strandenge med græsning, og her ofte på engmyretuer og især langs de indre farvande.
Den findes også  langs den europæiske atlanterhavskyst samt langs kysterne langs  Middelhavet bortset fra den østligste del. Den forekommer på Azorerne og De Canariske Øer.